# Tè alla menta
(Proverbio Tuareg sul tè alla menta)

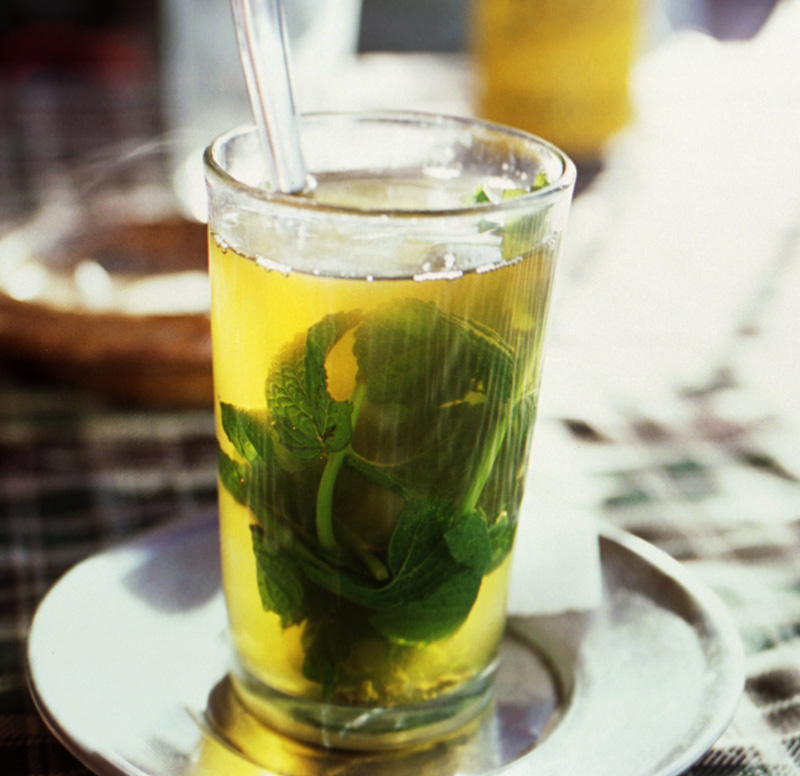
Un bicchiere di tè alla menta marocchino.

Il tè alla menta (Arabo شاي بالنعناع, shāy bi-l-naʿnāʿ) o, più comunemente, in darija atay, latay o tay ed in berbero atay è un tè prodotto grazie all'infuso di acqua bollente su foglie di tè verde e menta, accompagnato da molto zucchero. Questo tè è tradizionale dell'area del grande Maghreb in particolare del Marocco e dell’Algeria.

## Descrizione
Il tè alla menta è oggi molto diffuso soprattutto in Algeria e Marocco, dove viene preparato e consumato più volte durante la giornata. Viene considerato la bevanda dell'ospitalità e rifiutarlo è considerato un gesto scortese. Ha effetti tonificanti e digestivi.
La sua preparazione e il suo gusto variano a seconda delle regioni del Maghreb. Nel Sahara Occidentale, nel deserto dell'Algeria, in Libia, in Niger ed in Mali la menta non viene usata o viene usata in modica quantità in abbondante tè, il che rende il tè sahariano molto forte, amaro e concentrato. Anche in Tunisia il tè è più concentrato e forte.
In Marocco, soprattutto in inverno, quando la menta è più rara, talvolta al posto della menta si usano delle foglie di Assenzio maggiore (chiamata Chiba in Maghreb), per avere un tè più amaro e concentrato.
In Algeria, in particolare nel deserto viene svolto il rituale del tè dei Tuareg la quale consiste in una preparazione lunga e precisa. Il rituale consiste nella preparazione del tè in tre bicchieri di diverso sapore e gusto.
Secondo la tradizione tuareg il tè viene servito tre volte; il primo sarebbe aspro e amaro, pungente , il secondo sarebbe dolce e forte e l'ultimo sarebbe leggero.
Un famoso proverbio Tuareg recita:
In Italiano:

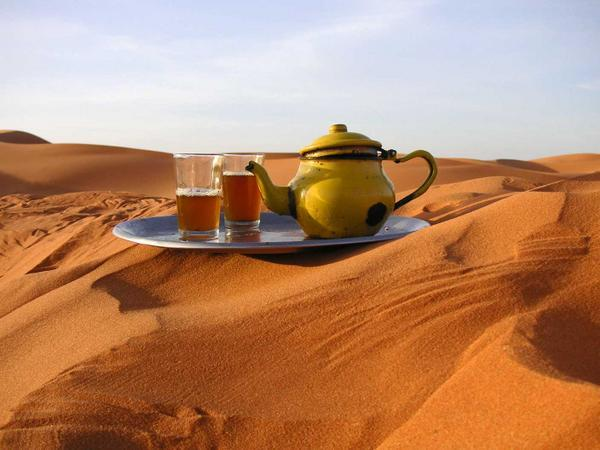
Tè nel deserto algerino.

Tradizionalmente l'uomo tuareg non si separa mai dalla sua teiera, ovunque vada.

## Storia

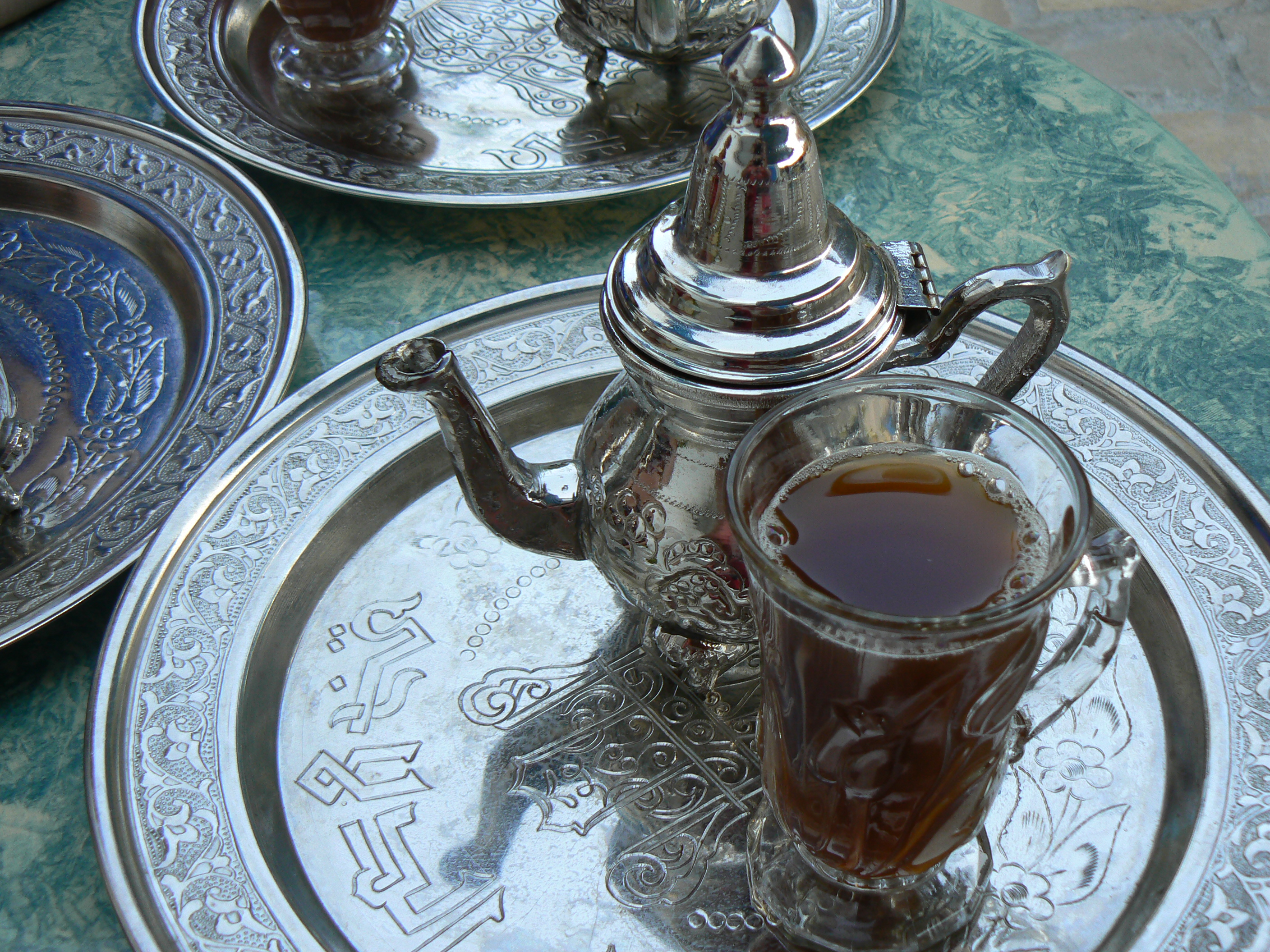
Tè alla menta marocchino.

Il tè fece la sua prima comparsa in Marocco durante il regno di Mulay Ismāʿīl. Si trattava di un dono della regina Anna di Gran Bretagna in segno di riconoscenza verso il sultano che aveva rilasciato un gruppo di prigionieri britannici.

Divenne molto popolare però solo nella metà del XIX secolo a causa della chiusura dei porti del Baltico durante la guerra di Crimea, che lasciò i mercanti inglesi con un eccesso di tè cinese, e nei loro sforzi di trovare nuovi mercati iniziarono a venderlo nei porti marocchini di Tangeri ed Essaouira.

Inizialmente riservato solo alle classi ricche, divenne, tra fine del XIX e l'inizio del XX secolo, accessibile a tutte le classi sociali.

## Preparazione
Gli ingredienti per il tè alla menta maghrebino sono il tè verde e un mazzo di menta fresca, nonché una grande quantità di zucchero.
La teiera è prima riscaldata. In seguito viene aggiunto il tè che viene pulito mettendo una piccola quantità di acqua bollente che viene scartata dopo un minuto circa. Dopodiché si mette zucchero e menta, riempiendo la teiera di acqua bollente, che viene messa sul fuoco per due o tre minuti ancora.